# Caravanserrall de Rabati Malik
El Caravanserrall de Rabati Malik (o Rabat i Malik, literalment 'el caravanserrall del príncep') és un caravanserrall en ruïnes a la carretera M83 entre Samarcanda i Bukharà a la província de Navoiy d'Uzbekistan. Construït en el segle xi, es trobava en la Ruta de la Seda.
L'indret ha estat candidat al Patrimoni de la Humanitat de la UNESCO des del 2008.

## Història
El Caravanserrall de Rabati Malik es va construir per ordre del fill de Tamgachkhan Ibragim (cap de Samarcanda del 1068 al 1080, de la dinastia Qarakhànida), Qarakhanid Shams-al-Mulk Nasr. S'edificà entre el 1078 i 1079.
Els treballs arqueològics han permés representar la planta originària del caravanserrall. Estava envoltada amb murs de 54 a 56 m d'alçada. En cada cantonada del recinte hi havia una torre. En total, el caravanserrall ocupava 8.277 m². El 1220, Bukharà fou devastada per les invasions mongoles.

## Estat

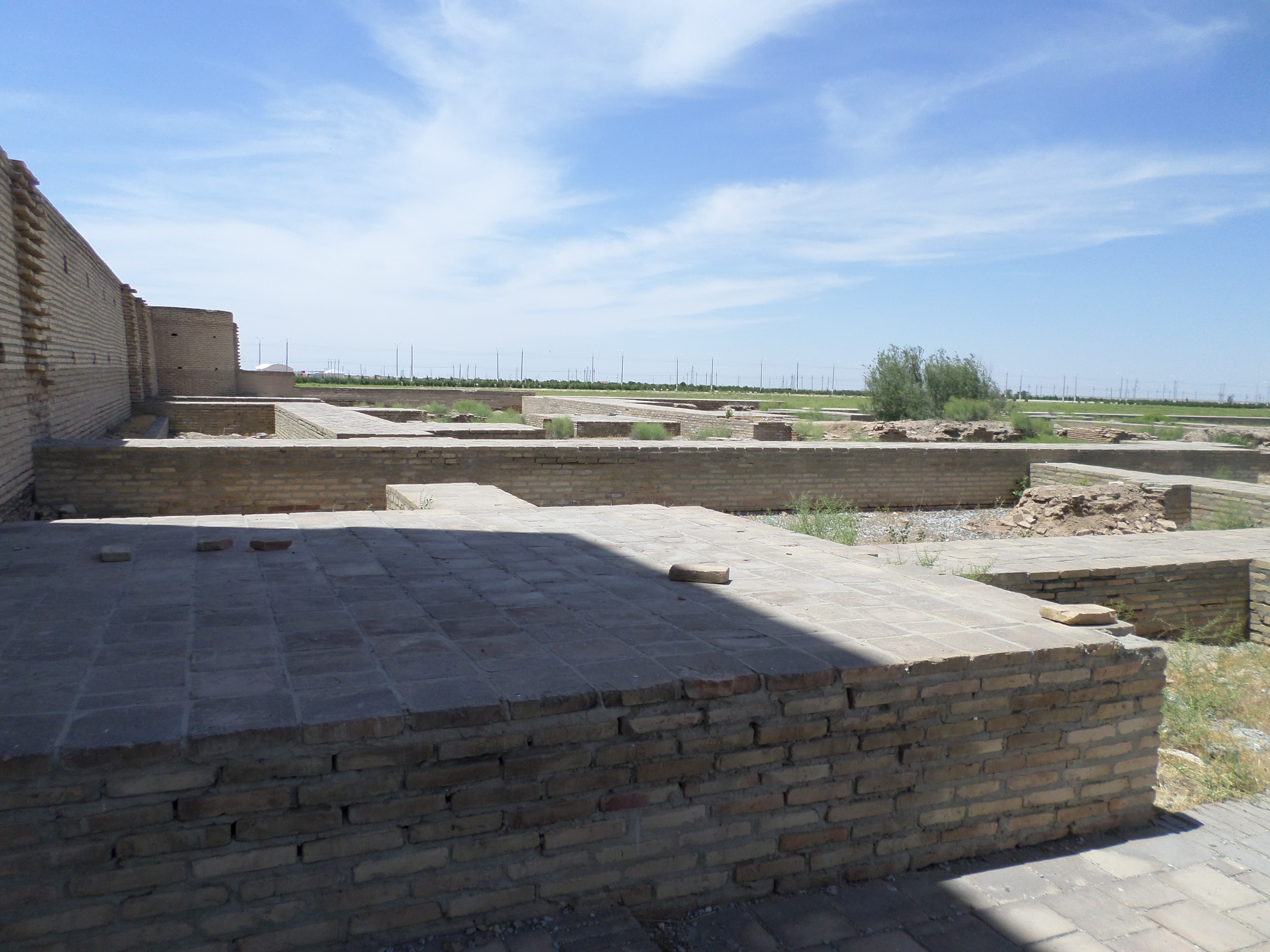
Reconstrucció de Rabat Malik

De l'antiga construcció només resta el portal del caravanserrall. És fet de tova de 25 x 25 x 4 cm. Aquest portal amb arc de contrafort i obertura rectangular és un dels més antics i grans d'Àsia Central. El perímetre està decorat amb inscripcions àrabs. Ha estat parcialment restaurat, però continua sent en la major part autèntic. El seu tipus de decoració és poc comú a Àsia Central; de semblants es poden trobar en el minaret de Dzhar Kurgan i en l'arc del Shahriar de Merv. En resta una de les muralles, que ha estat totalment reconstruïda.
Davant del caravanserrall hi ha un dipòsit d'aigua subterrània anomenat Sardoba Rabati Malik. És a uns 100 m de l'Aeroport Internacional de Navoiy. L'indret s'usa ara com un museu a l'aire lliure. Des del 18 de gener del 2008, el monument s'ha presentat com a candidat a la llista del Patrimoni Mundial de la UNESCO en la categoria de "Cultura".